# Kwef

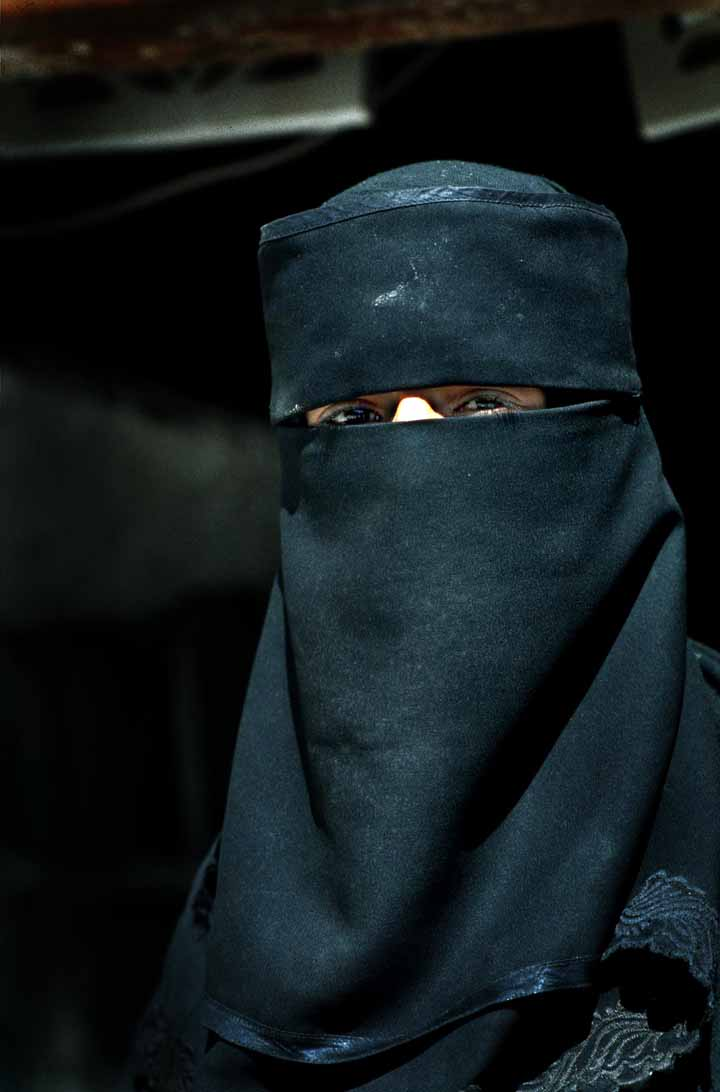
Zakwefiona muzułmanka z Jemenu.

Kwef (czarczaf, jaszmak) − określenie zasłony na twarz noszonej przez muzułmanki.
Słowo pochodzi z fr. coiffe („czepek, nakrycie głowy”).
W Polsce XVII wieku terminem tym określano cały kobiecy strój głowy, podbródka, również fryzurę. Zastąpił on podwikę. Nieco później było to jedwabne okrycie głowy. W końcu, pod koniec wieku XVIII określano tak niemodne już nakrycia głowy starszych dam.